# Montagnula obtusa
Montagnula obtusa är en svampart som tillhör divisionen sporsäcksvampar, och som först beskrevs av Karl Wilhelm Gottlieb Leopold Fuckel, och fick sitt nu gällande namn av Paolo Giuseppe Crivelli. Montagnula obtusa ingår i släktet Montagnula, och familjen Montagnulaceae. Arten är reproducerande i Sverige.